# Аревашох
Аревашох (Чигдамал) — село в Армении. Находится на севере Республики Армения в Лорийской области.
Население — 2645 жителей (2008)
Село расположено на правом берегу реки Оцидзор (приток Памбака) на высоте свыше 1500 м над уровнем моря.
Аревашох основали ещё в 1884 году армянские беженцы из иранского города Маку. В 1973 году в селе проживало 4385 жителей.